# Polana clavata
Polana clavata är en insektsart som beskrevs av Delong och Wolda 1984. Polana clavata ingår i släktet Polana och familjen dvärgstritar. Inga underarter finns listade i Catalogue of Life.